# Ishulli i Shurdhahit
Ishulli i Shurdhahit är en obebodd ö i vattenkraftsdammen Liqeni i Vaut të Dejës i floden Drini, norra Albanien, 80 km norr om Tirana. Ishulli i Shurdhahit är den största ön i vattenkraftsdammen (ungefär 390 meter från nordligaste till sydligaste spetsen), och dess yta täcks till stor del av träd. Sommartid kan man ta sig ut till ön med turistbåtar.

## Historia
På ön har man funnit resterna efter ett romerskt fort, daterat till 500-700-talet.
Ungefär vid samma tid grundades staden Sarda. Denna stad var strategiskt placerad vid en gammal handelsväg mellan Shkodra och Gjakova, och fungerade som ett stopp längs vägen för människor som färdades längs denna handelsväg. Ungefär kring 700-1200-talet hade staden sin storhetstid som kulturellt och religiöst center, och i staden fanns 365 - var och en symboliserande ett helgon. 
1491 förstördes staden av Osmanska riket.
Platsen var inte en ö förrän 1973, när dammen färdigställdes och landområden hamnade under vatten.
Utgrävningar på ön genomfördes 1967-1970 och man fann då resterna efter staden Sarda, däribland bostäder, kyrkor, en kyrkogård och en mängd arkeologiska föremål. Staden tycks ha varit ca 4.8 hektar stor till ytan. 
Turismen till ön kretsar mestadels kring denna plats historia. Ruinerna efter ett medeltida slott återstår, omgiven av två ringmurar och flera torn (några har dock hamnat under vatten), liksom ruiner efter en bysantinsk kyrka och tidigmedeltida murar.